# Alan Myers (baterista)
Alan Myers (29 de dezembro de 1954 - 24 de junho de 2013) foi um baterista de rock americano cuja carreira musical durou mais de 30 anos. Ele ganhou destaque no final dos anos 1970 como o terceiro e mais proeminente baterista da banda new wave Devo, substituindo Jim Mothersbaugh.

## Biografia
Alan Myers nasceu em 1954, em Akron, Ohio, e veio de uma formação jazzística. Ele se formou na Firestone High School em 1973. Em 1976, ele conheceu Bob Mothersbaugh em um café em West Akron e foi para a casa que Bob e Gerald Casale estavam alugando para um teste. Alan era judeu e tocava percussão desde pelo menos o ensino médio.

## Carreira

### Devo
No início de 1970, Bob Lewis e Gerald Casale tiveram a ideia da "involução" da raça humana depois que o amigo de Casale, Jeffrey Miller, foi morto por guardas nacionais de Ohio em uma manifestação estudantil. Myers se juntou ao Devo em 1976, substituindo Jim Mothersbaugh após sua saída e tocou em uma bateria acústica convencional. Depois que a banda passou por algumas mudanças na formação, Myers se tornou parte da encarnação mais popular de quintetos, que incluía os irmãos Casale: Gerald e Bob ("Bob 2") e os irmãos Mothersbaugh: Mark e Bob ("Bob 1") e tocou nos primeiros seis álbuns de estúdio de Devo. Myers era o membro mais jovem da banda. Em 1981, Myers with Devo serviu como banda de apoio de Toni Basil em Word of Mouth, seu álbum de estreia, que incluía versões de três canções de Devo, gravadas com o vocalista principal de Basil.
Myers ficou descontente quando Devo começou a adicionar baterias eletrônicas a algumas de suas canções. New Traditionalists os apresentou pela primeira vez, e a maior parte da música em seu próximo álbum Oh, No! It's Devo foi criado por meios eletrônicos, enquanto Shout foi feito quase inteiramente usando o sintetizador de amostragem digital Fairlight CMI.
De acordo com o livro We Are Devo, Myers citou a falta de realização criativa como motivo para deixar a banda. Desde a mudança de Devo para Los Angeles, Califórnia, no final dos anos 1970, ele sentiu seu papel bastante reduzido, em parte devido ao uso de baterias eletrônicas. Ele saiu embora Gerald Casale tivesse implorado para que ele não o fizesse.
Entre todos os bateristas do Devo, Myers é o mais associado à banda. Em 1987, Devo voltou com o novo baterista David Kendrick, ex-Sparks, para substituir Myers.
Myers e os outros membros do Devo faziam parte da Igreja do SubGenius.

### Outros trabalhos
Depois de deixar a Devo, Myers foi trabalhar como empreiteiro elétrico, mas também permaneceu ativo na cena musical de Los Angeles. Ele gravou uma demo com Babooshka, banda criada por sua namorada Greta Ionita, usando bateria ao vivo e percussão eletrônica semelhante aos seus dois últimos álbuns com Devo. Myers também tocou bateria com a banda pop de temática asiática Jean Paul Yamamoto. Em 2005, fundou a banda Skyline Electric que fazia shows mensais em galerias de arte e clubes de Los Angeles. A formação na época da morte de Myers incluía sua esposa, Christine (Sugiyama) Myers, e uma variedade de outros músicos experimentais. Em 2010, Myers começou a tocar no conjunto ao vivo do projeto musical Swahili Blonde com sua filha, Laena Geronimo (Myers-Ionita).

## Morte
Em 24 de junho de 2013, Myers morreu aos 58 anos, em Los Angeles, Califórnia, devido a um câncer no estômago. Os noticiários da época de sua morte citaram incorretamente um tumor cerebral como a causa. A morte de Myers foi relatada pela primeira vez no Facebook por seu amigo Ralph Carney, um músico de jazz que o conheceu na cidade natal de Devo, Akron, Ohio. Sua morte ocorreu um mês antes do lançamento de Something Else for Everybody, trechos do nono álbum de Devo, "Something For Everybody".
Gerald Casale twittou que Myers foi "o baterista mais incrível com quem tive o privilégio de tocar por 10 anos. Perdê-lo foi como perder um braço."  Josh Freese twittou que Myers era "um de [seus] favoritos de todos os tempos. Um baterista subestimado/brilhante. Que honra interpretar seus papéis com Devo. Godspeed Human Metronome." 
Em 28 de junho de 2013, a Skyline Electric fez uma homenagem a Myers no Human Resources Los Angeles na Chinatown de Los Angeles.

## Discografia
| Ano  | Banda/Artista | Álbum                                                 | Instrumento | Notas                                                                    |
| ---- | ------------- | ----------------------------------------------------- | ----------- | ------------------------------------------------------------------------ |
| 1977 | Devo          | Mongoloid / Jocko Homo                                | Percussão   | 7" single, não creditado                                                 |
| 1977 | Devo          | Satisfaction / Sloppy                                 | Percussão   | 7" single                                                                |
| 1978 | Devo          | Be Stiff / Social Fools                               | Percussão   | 7" single, não creditado                                                 |
| 1978 | Devo          | Q: Are We Not Men? A: We Are Devo!                    | Percussão   |                                                                          |
| 1979 | Devo          | Duty Now for the Future                               | Percussão   | Não creditado                                                            |
| 1980 | Devo          | Freedom of Choice                                     | Percussão   |                                                                          |
| 1981 | Devo          | New Traditionalists                                   | Percussão   | Não creditado                                                            |
| 1981 | Ronnie Wood   | 1234                                                  | Bateria     | Em "Wind Howlin' Through"                                                |
| 1981 | Toni Basil    | Word of Mouth                                         | Bateria     | Em "You Gotta Problem" & "Space Girls"                                   |
| 1982 | Devo          | Oh, No! It's Devo                                     | Percussão   |                                                                          |
| 1984 | Devo          | Shout                                                 | Percussão   | Não creditado                                                            |
| 1986 | Martini Ranch | How Can the Labouring Man Find Time for Self-Culture? | Percussão   | EP, uma das últimas gravações de Alan com Mark Mothersbaugh & Bob Casale |
| 1986 | Devo          | E-Z Listening Disc                                    | Percussão   | Gravado entre 1978 e 1984                                                |
| 1992 | Devo          | Live: The Mongoloid Years                             | Percussão   | Gravado entre 1976 - 1977                                                |
| 2000 | Devo          | Recombo DNA                                           | Bateria     | Gravado entre 1977 - 1984                                                |
| 2000 | Devo          | Pioneers Who Got Scalped - The Anthology              | Bateria     | Gravado entre 1976 - 1984                                                |

## Filmografia
- Devo - The Men Who Make the Music (1979, ele mesmo)
- Devo - The Complete Truth About De-Evolution (2003, ele mesmo)